# Rhea pennata
Il nandù di Darwin (Rhea pennata d'Orbigny, 1834) è un uccello della famiglia Rheidae.

## Distribuzione e habitat
La specie è diffusa nell'Argentina centro-occidentale e meridionale (Introdotto in Terra del Fuoco in epoca relativamente recente) e nel Cile sud-orientale.
Popola steppe e praterie, dal livello del mare fino a 2.000 m di altitudine.

## Sistematica
In passato inquadrata in un genere a sé stante (Pterocnemia) è oggi inserita nel genere Rhea.

La specie comprende 3 sottospecie:
- Rhea pennata pennata d'Orbigny, 1834 - sottospecie nominale, diffusa in Cile settentrionale e Argentina centro-occidentale e meridionale
- Rhea pennata garleppi (Chubb, 1913) - diffusa in Perù sud-orientale, Bolivia sud-occidentale, Argentina nord-occidentale
- Rhea pennata tarapacensis (Chubb, 1913) - diffusa in Cile settentrionale

## Conservazione
La IUCN Red List classifica Rhea pennata come specie a rischio minimo (Least Concern).